# Zarožje
Zarožje (Servisch cyrillisch Зарожје) is een plaats in de Servische gemeente Bajina Bašta. De plaats telt 790 inwoners (2002).